# Margot Robbie
Margot Elise Robbie (Dalby, 2 de julho de 1990) é uma atriz e produtora australiana, indicada a três Óscares, quatro Globos de Ouro e cinco BAFTAs. Em 2017, a revista Time a nomeou uma das 100 pessoas mais influentes do mundo, e, em 2019, foi classificada entre as   atrizes mais bem pagas do mundo pela Forbes.
Robbie estudou teatro na Somerset College e começou sua carreira em produções independentes no final da década de 2000,antes de participar da telenovela Neighbours (2008–2011). Após mudar-se para os Estados Unidos, ela estrelou a série dramática Pan Am (2011–2012) e teve um papel de destaque no filme O Lobo de Wall Street (2013). A popularidade de Robbie continuou a crescer após se destacar nos papéis em Focus (2015), como Jane Porter em A Lenda de Tarzan (2016) e como Arlequina no Universo Estendido DC, começando em Esquadrão Suicida (2016).
Robbie recebeu grande aprovação da crítica e foi indicada ao BAFTA e Oscar de melhor atriz por interpretar a patinadora Tonya Harding na cinebiografia Eu, Tonya (2017). Esta aclamação continuou após seus papéis como Isabel I de Inglaterra no drama Mary Queen of Scots (2018), Sharon Tate na comédia dramática Era uma Vez em... Hollywood (2019) e uma fictícia funcionária da Fox News no drama Bombshell (2019). Ela foi indicada ao BAFTA por estes três projetos e ao Oscar de melhor atriz coadjuvante pelo último.
Robbie é casada com o cineasta Tom Ackerley. Eles são dois dos fundadores da produtora LuckyChap Entertainment, pela qual produziu alguns de seus próprios filmes, bem como a série de televisão Dollface (2019–presente), a minissérie Maid (2021) e o filme Promising Young Woman.

## Primeiros anos e origens
Margot Elise Robbie nasceu em 2 de julho de 1990 em Dalby, Queensland, e cresceu no interior de Gold Coast. Seus pais são Sarie Kessler, uma fisioterapeuta, e Doug Robbie, um fazendeiro. Ela tem três irmãos: Lachlan, Cameron e Anya. Robbie cresceu em uma fazenda, onde ela e os irmãos foram criados pela mãe; ela teve pouco contato com seu pai. Hiperativa, foi diagnosticada com TDAH aos 6 anos de idade e foi imediatamente colocada sob tratamento. Em 2023, menciona que ainda está tomando metilfenidato para gerenciar esse distúrbio. Robbie trabalhava em três locais simultaneamente aos dezesseis anos: atendia em um bar, limpava casas e trabalhou no Subway. Ela estudou teatro, formando-se pela Somerset College. Aos dezessete anos, Robbie mudou-se para Melbourne para começar a atuar profissionalmente.

## Carreira

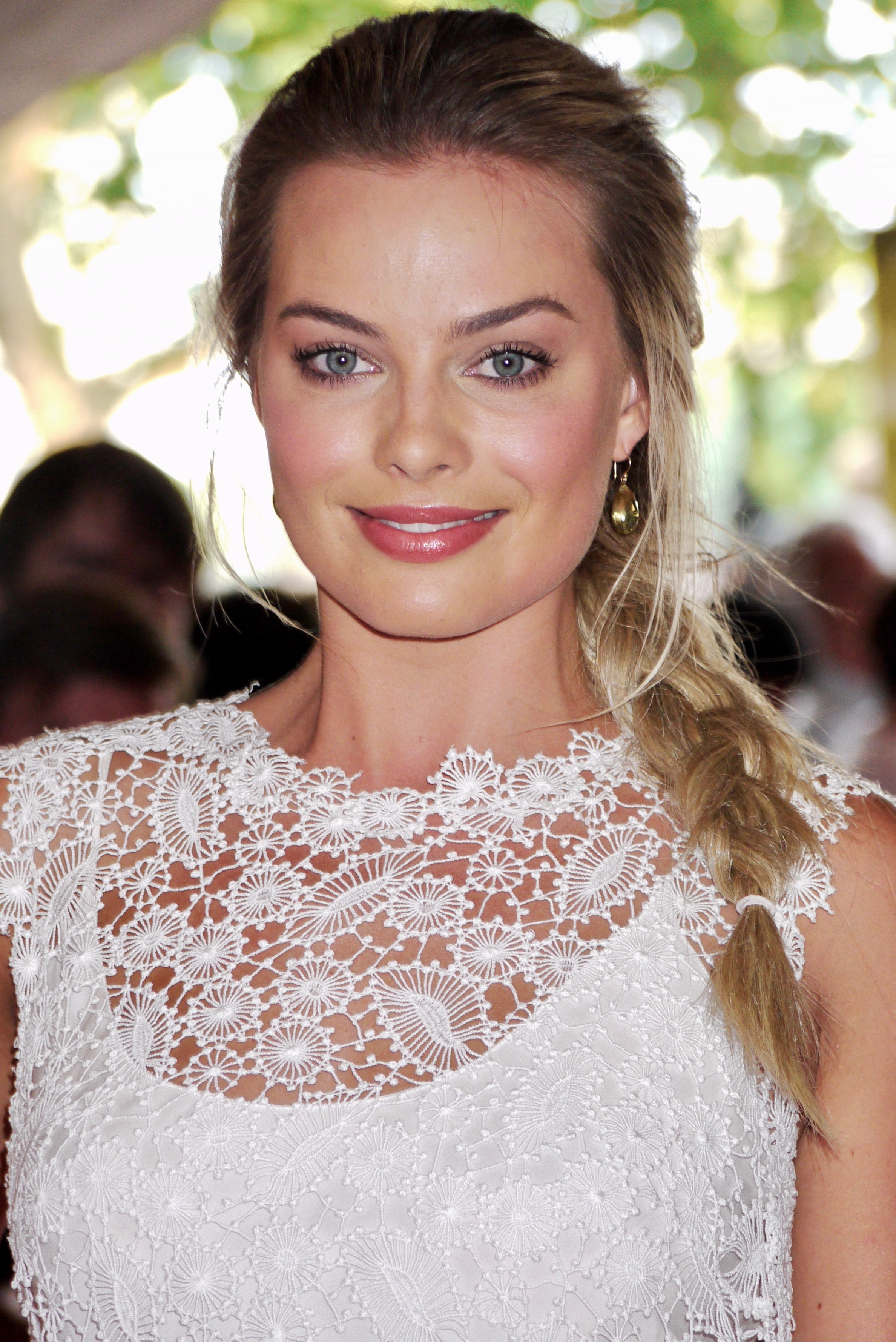
Robbie na Somerset House (2013)

Robbie atua profissionalmente desde 2008, quando ela estrelou em dois filmes, I.C.U. e Vigilante, ambos dirigidos por Ash Aaron. Após impressionar o director com sua atuação nos testes, ela conseguiu o papel principal em I.C.U. mesmo sem ter um agente naquela época. Ela também atuou em diversos comerciais e foi atriz convidada em City Homicide, fazendo o papel de Caitlin Brentford em 2008.
Robbie apareceu pela primeira vez no papel de Donna Freedman em Neighbours de junho de 2008. A personagem apareceria inicialmente em apenas alguns episódios, mas rapidamente o papel se tornou regular. Em uma entrevista ao Digital Spy, Robbie disse que ela ia fazer passar o feriado fazendo snowboarding no Canadá com o namorado logo após os testes, mas teve que retornar após dois dias quando soube que havia conseguido o papel.
No começo de 2009, Robbie apareceu em várias promoções do Network Ten, contracenando com diversas outras celebridades australianas do canal. Em julho de 2009, ela participou como convidada da "Geração Y" no programa da Network Ten Talkin' 'Bout Your Generation. Robbie também se tornou uma Embaixadora da Juventude para pessoas desaparecidas durante a Semana Nacional da Juventude.
No mesmo ano, ela foi indicada como "Mais Popular Novo Talento Feminino" pelo Logie Awards australiano. Ela também foi indicada como "Favorite Hottie" no Kids Choice Awards do Nickeledeon, concorrendo com o coastro de Neighbours Dean Geyer. Em setembro de 2010, Robbie anunciou que estava saindo de Neighbours após quase três anos no programa, para tentar uma carreira em Hollywood. Sua última participação na novela foi exibida no dia 26 de janeiro de 2011. Em abril foi anunciado que Robbie foi indicada ao Silver Logie como "Atriz Mais Popular" nos prêmios Logie Awards. Em 2011, Robbie conseguiu um papel na série americana dramática Pan Am, exibida pelo canal ABC. Robbie interpreta Laura Cameron, que é uma recém treinada aeromoça.
Após o cancelamento da série da ABC em 2012, Margot iniciou para valer sua carreira em Hollywood, atuando como Charlotte em About Time (2013) e como Naomi, a esposa de Leonardo DiCaprio em O Lobo de Wall Street, filme de Martin Scorcese, um sucesso de bilheteria, arrecadando $ 392 milhões em todo o mundo, tornando-se o filme de maior bilheteria de Scorsese até agora. Em 2015, atuou como protagonista ao lado de Will Smith no filme Golpe Duplo, e deu vida também a personagem Jane, em A Lenda do Tarzan.

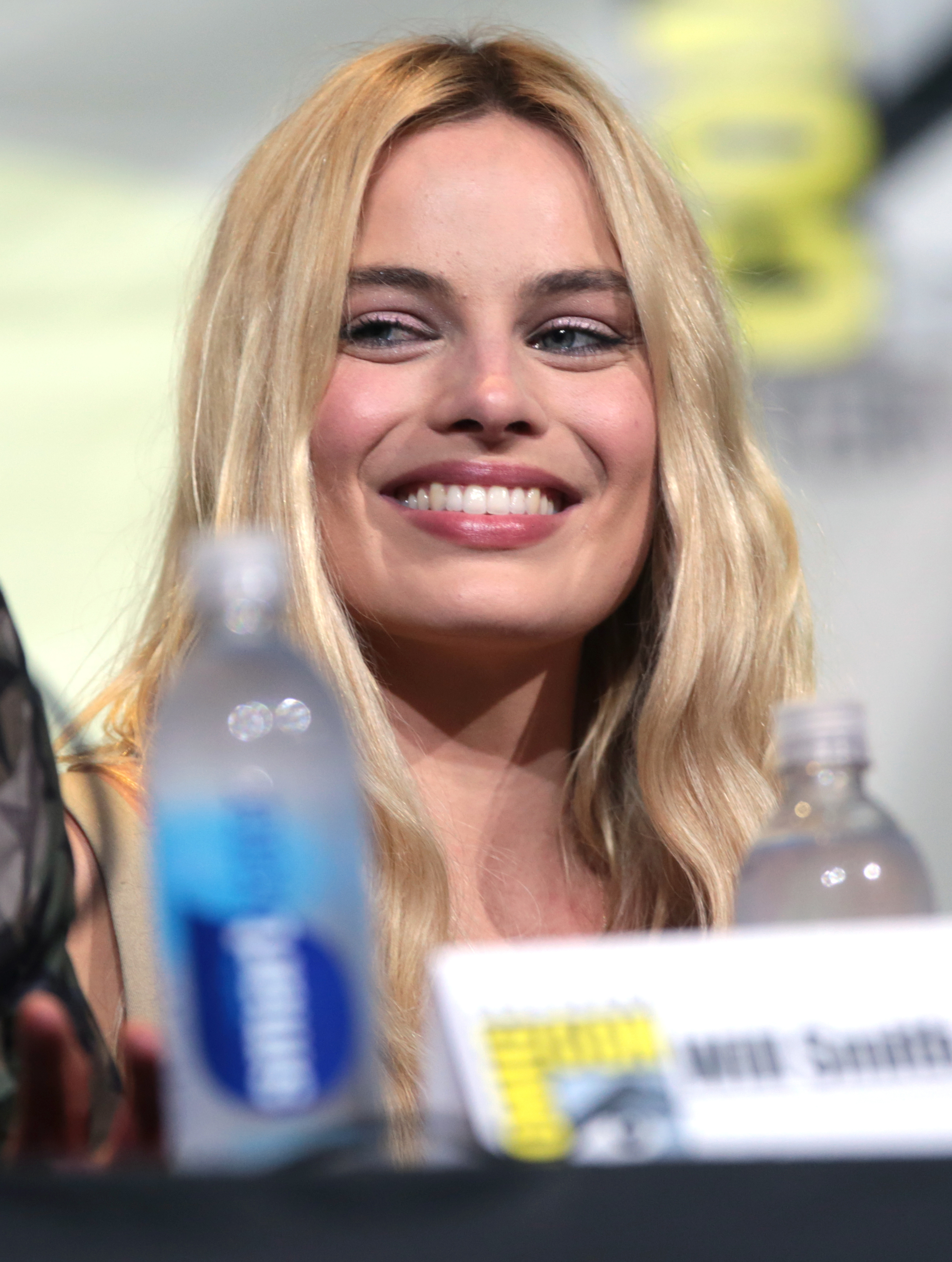
Robbie na San Diego Comic-Con Internacional (2016)

Logo depois, Robbie se tornou a primeira pessoa a interpretar uma vilã da DC Comics, Arlequina, em live-action quando ela assinou com o filme de super-heróis de David Ayer, Esquadrão Suicida, ao lado de um elenco que incluía Will Smith, Jared Leto e Viola Davis. Ela admitiu nunca ter lido os quadrinhos, mas sentiu uma grande responsabilidade em fazer justiça ao personagem e satisfazer os fãs. Robbie começou a se preparar para o papel da supervilã seis meses antes das filmagens; sua programação consistia em ginástica, boxe, seda aérea ela também aprendeu a respirar debaixo d'água por cinco minutos. Ela realizou a maioria de suas próprias cenas de ação no filme. Esquadrão Suicida foi um sucesso comercial e foi o décimo filme de maior bilheteria de 2016, com receitas globais de $ 746,8 milhões, e o desempenho de Robbie foi considerado seu principal ativo. Ainda em 2016, na cerimônia anual do People's Choice Awards, ela ganhou o prêmio de "Atriz Favorita de Filmes de Ação" e também o prêmio de "Filmes de Escolha da Crítica de Melhor Atriz em Filme de Ação". Em 2017, protagonizou I, Tonya, filme em que interpreta a patinadora Tonya Harding. Pelo papel, Robbie foi indicada ao Oscar de melhor atriz.
No final de 2018, o drama histórico Mary Queen of Scots, dirigido por Josie Rourke foi finalmente lançado. O filme apresentou Saoirse Ronan como personagem principal e Robbie como sua prima, a Rainha Elizabeth I, e narra o conflito de 1569 entre os dois países. Por sua interpretação, Robbie recebeu um prêmio BAFTA e uma indicação para o Screen Actors Guild Award. No mesmo ano, ela estrelou como Sharon Tate ao lado de Leonardo DiCaprio e Brad Pitt na comédia dramática de Quentin Tarantino, Era Uma Vez em Hollywood, com Robbie sendo a "primeira e única escolha" de Tarantino para interpretar a falecida atriz. O filme estreou no Festival de Cinema de Cannes de 2019 com aclamação da crítica e foi um sucesso comercial com uma receita bruta mundial de $ 374,3 milhões. Também em 2019, ela estrelou como Kayla Pospisil, um personagem composto baseado em vários funcionários da Fox News, no drama Bombshell de Jay Roach. Co-estrelado por Charlize Theron e Nicole Kidman, o filme conta histórias de várias funcionárias da rede de notícias e suas denúncias de assédio sexual pelo presidente da rede, Roger Ailes. Por suas atuações em Era Uma Vez em Hollywood e Bombshell, ela recebeu duas indicações para o Prêmio BAFTA de "Melhor Atriz Coadjuvante" e o Screen Actors Guild Award por "Melhor Desempenho de um Elenco em um Filme", e por no último, ela recebeu indicações para um Óscar, um Globo de Ouro e um Screen Actors Guild Award; tudo na categoria "Melhor Atriz Coadjuvante".
Em 2020, Robbie começou a nova década reprisando o papel de Arlequina em Birds Of Prey da diretora Cathy Yan. Determinada a fazer um filme de ação com conjunto feminino, ela apresentou a ideia do filme para a Warner Bros. em 2015. Robbie passou os três anos seguintes desenvolvendo o projeto em sua produtora, fazendo um esforço concentrado para contratar uma diretora e roteirista do sexo feminino. Em 2021, Robbie reprisou seu papel de voz como Flopsy Rabbit em Peter Rabbit 2: The Runaway, de Will Gluck, além de fazer sua terceira aparição como Arlequina na sequência autônoma de Esquadrão Suicida chamada O Esquadrão Suicida, escrito e dirigido por James Gunn. Devido à pandemia de COVID-19, o filme de anti-heróis foi lançado simultaneamente nos cinemas e disponibilizado no serviço de streaming HBO Max por um mês.
Em 2023, atuou no filme Barbie como a protagonista Barbie. O filme foi a maior bilheteria de 2023 e um grande sucesso de público e crítica. A atuação de Margot Robbie foi muito elogiada. Posteriormente, quando saiu a lista de filmes indicados ao Oscar 2024, Margot Robbie não foi indicada na categoria de Melhor Atriz pelo filme, o que gerou muita revolta e protestos, sendo considerada uma das maiores injustiças da premiação. Apesar disso, Robbie disse que não ficou triste por não ter sido indicada. Também teve breve participação em Asteroid City. Depois de em 2024 apenas produzir a comédia My Old Ass, em 2025 Robbie retorna aos cinemas contracendo com Colin Farrell em A Big Bold Beautiful Journey. Também irá estrelar uma adaptação de Wuthering Heights dirigida por Emerald Fennell, que teve seus filmes Promising Young Woman e Saltburn produzidos por Robbie.

## Vida pessoal

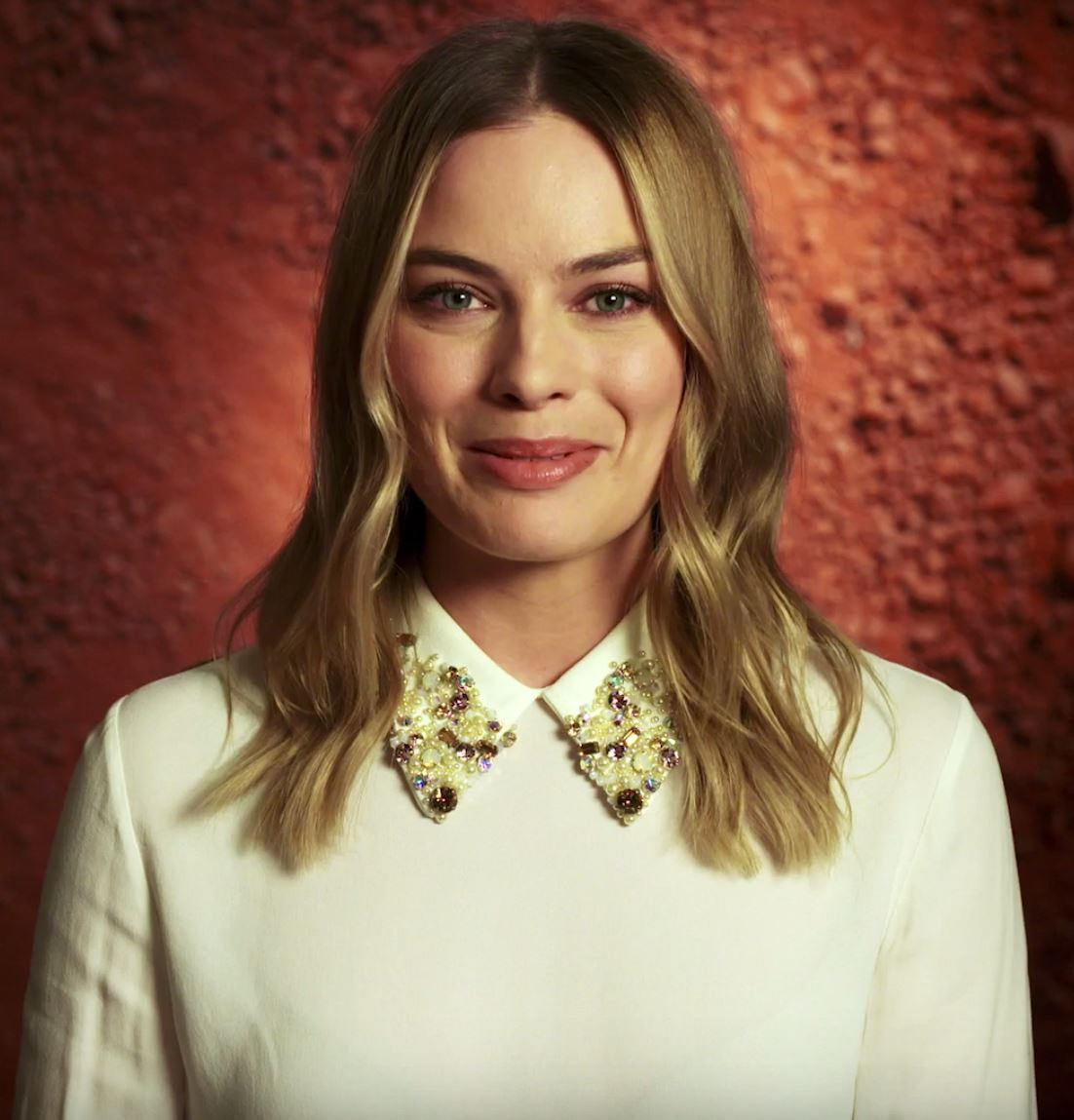
Margot Robbie em 2016

Robbie conheceu o assistente de direção britânico Tom Ackerley nas gravações de Suite Francesa em 2014, com quem se casou em uma cerimônia privada em Byron Bay, Nova Gales do Sul, em dezembro de 2016. Ela e Ackerley primeiramente moraram em Londres em uma casa de três quartos dividida com outros cinco amigos. Posteriormente, os dois se mudaram para Los Angeles. O primeiro filho do casal nasceu em outubro de 2024.
Em maio de 2016, a Calvin Klein anunciou que Robbie seria o rosto da próxima fragrância Deep Euphoria. Em 2017, ela apareceu em um comercial da Nissan sobre veículos elétricos. Em fevereiro de 2018, Robbie foi anunciada como embaixadora da marca Chanel. Ela foi a última embaixadora escolhida por Karl Lagerfeld antes de sua morte em 2019. Robbie tornou-se posteriormente a garota propaganda da fragrância Gabrielle Chanel Essence. Ela foi escolhida uma das mulheres mais bem vestidas de 2018 e 2019 pelo website de moda Net-a-Porter.
Robbie é uma ávida admiradora de hóquei no gelo e torce para a equipe New York Rangers. Robbie é também fã da equipa inglesa de futebol de Londres Fulham FC.

## Filmografia

### Cinema
| Ano  | Título                       | Papel                           | Notas                | Ref.          |
| ---- | ---------------------------- | ------------------------------- | -------------------- | ------------- |
| 2008 | Vigilante                    | Cassandra                       |                      | [ 58 ]        |
| 2009 | I.C.U.                       | Tristan Waters                  |                      | [ 59 ]        |
| 2013 | About Time                   | Charlotte                       |                      | [ 60 ]        |
| 2013 | O Lobo de Wall Street        | Naomi Lapaglia                  |                      | [ 61 ]        |
| 2015 | Os Últimos na Terra          | Ann Burden                      |                      | [ 62 ]        |
| 2015 | Focus                        | Jess Barrett                    |                      | [ 63 ]        |
| 2015 | Suite Francesa               | Celine                          |                      | [ 58 ] [ 64 ] |
| 2015 | The Big Short                | Ela mesma                       | Cameo                | [ 65 ]        |
| 2016 | Whiskey Tango Foxtrot        | Tanya Vanderpoel                |                      | [ 66 ]        |
| 2016 | A Lenda de Tarzan            | Jane Porter                     |                      | [ 67 ]        |
| 2016 | Esquadrão Suicida            | Dr. Harleen Quinzel / Arlequina |                      | [ 68 ]        |
| 2017 | Goodbye Christopher Robin    | Daphne de Sélincourt            |                      | [ 69 ]        |
| 2017 | Eu, Tonya                    | Tonya Harding                   | Também foi produtora | [ 70 ]        |
| 2018 | Peter Rabbit                 | Flopsy Rabbit (voz)             | Também foi narradora | [ 58 ]        |
| 2018 | Terminal                     | Annie / Bonnie                  | Também foi produtora | [ 71 ]        |
| 2018 | Slaughterhouse Rulez         | Audrey                          | Cameo                | [ 72 ]        |
| 2018 | Mary Queen of Scots          | Isabel I de Inglaterra          |                      | [ 73 ]        |
| 2019 | Dreamland                    | Allison Wells                   | Também foi produtora | [ 74 ]        |
| 2019 | Era uma Vez em... Hollywood  | Sharon Tate                     |                      | [ 75 ]        |
| 2019 | Bombshell                    | Kayla Pospisil                  |                      | [ 76 ]        |
| 2020 | Birds of Prey                | Dr. Harleen Quinzel / Arlequina | Também foi produtora | [ 77 ]        |
| 2020 | Promising Young Woman        | —                               | Produtora            | [ 78 ]        |
| 2021 | Peter Rabbit 2: The Runaway  | Flopsy Rabbit (voz)             |                      | [ 79 ]        |
| 2021 | O Esquadrão Suicida          | Dr. Harleen Quinzel / Arlequina |                      | [ 80 ]        |
| 2022 | Amsterdam                    | Valerie Voze                    |                      | [ 81 ]        |
| 2022 | Babylon                      | Nellie LaRoy                    |                      | [ 82 ]        |
| 2023 | Barbie                       | Barbie                          | Também foi produtora | [ 83 ]        |
| 2023 | Asteroid City                | A atriz / esposa                |                      | [ 41 ]        |
| 2023 | Saltburn                     | —                               | Produtora            | [ 84 ]        |
| 2024 | My Old Ass                   | —                               | Produtora            | [ 85 ]        |
| 2025 | A Big Bold Beautiful Journey | Sarah                           | Pós-produção         | [ 86 ]        |

### Televisão
| Ano             | Título                             | Papel             | Notas                                                       | Ref.                 |
| --------------- | ---------------------------------- | ----------------- | ----------------------------------------------------------- | -------------------- |
| 2008–2011, 2022 | Neighbours                         | Donna Freedman    | Papel recorrente                                            | [ 87 ]               |
| 2008            | Review with Myles Barlow           | Kelly             | Episódio: "Stealing, Dickheads, Risk"                       | [ 88 ]               |
| 2008            | City Homicide                      | Caitlin Brentford | Episódio: "Somersaulting Dogs"                              | [ 89 ]               |
| 2009            | The Elephant Princess              | Juliet            | Episódio: "The Butterfly Effect" Episódio: "Butterfly Kiss" | [ 90 ] [ 91 ] [ 92 ] |
| 2009            | Talkin' 'Bout Your Generation      | Ela mesma         | 1 episódio                                                  | [ 93 ]               |
| 2011–2012       | Pan Am                             | Laura Cameron     | Papel principal                                             | [ 94 ]               |
| 2015            | Top Gear                           | Ela mesma         | Episódio: #22.4                                             | [ 95 ] [ 96 ]        |
| 2015            | Neighbours 30th: The Stars Reunite | Ela mesma         | Documentário                                                | [ 97 ]               |
| 2016            | Saturday Night Live                | Apresentadora     | Episódio: "Margot Robbie / The Weeknd"                      | [ 98 ]               |
| 2019–2022       | Dollface                           | Imelda            | Episódio: "Mama Bear"; também foi produtora executiva       | [ 99 ] [ 100 ]       |
| 2021            | Maid                               | —                 | Produtora                                                   | [ 101 ]              |
| 2022            | Mike                               | —                 | Produtora                                                   | [ 102 ]              |

## Prêmios e indicações
Robbie recebeu duas indicações ao Óscar: Melhor Atriz por Eu, Tonya (2018) e Melhor Atriz Coadjuvante por Bombshell (2019). Ela também foi indicada a cinco BAFTAs, quatro Globos de Ouro e cinco Screen Actors Guild Awards. Robbie venceu dois AACTA Awards: Melhor Atriz Internacional por Eu, Tonya e Melhor Atriz Coadjuvante Internacional por Bombshell (2019). Também ganhou o prêmio de Melhor Atriz do People's Choice Awards por sua atuação em Barbie (2023).